# Дубровачко грађанство
Дубровачко грађанство је ознака друштвеног слоја у Дубровнику.
Подела на грађане и племство је била основа друштвене структуре средњовековног Дубровника.
Поред ова два основна слоја постојали су и други слојеви, на маргини друштва (убоги, сиромашни и др.).

## Однос племства и грађана
Племство је имало сва политичка права у руковођењу државом.
Грађани су припадали држави, имали су економску моћ, али не и могућност да учествују у управљају државом кроз постојеће органе политичке власти (кнез, Велико веће, Мало веће, Веће умољених).
Са друге стране, грађани су имали своја удружења, корпорације које су називане братовштине. 

Најпознатије лаичке братовштине су биле Антунини и Лазарини. 

Кроз њих су грађани штитили своје интересе, настојећи да заштите своја пословања, а најчешће на каритативној основи. 

Често је њихова активност имала и политички карактер, тј. исте су повлачиле потезе сличне данашњим мултинационалним компанијама.
Дубровачки грађани нису могли улазити у сродство са племством, а ни обрнуто, сем у ванредним приликама (пожар, куга и сл.), односно када је племство било угрожено, оно је допуштало да поједини припадници грађанске класе постану властелом.
У нормалним околностима (мада је било грађана који су били богатији од поједине властеле), то није било допуштено.

## Привилегије грађана
Статус „дубровачког грађанина“ омогућавао је Дубровчанима све привилегије у иностранству у земљама са којима је Дубровник имао уговоре о привилегованој трговини.
Зато су у средњовековној Србији (Србија, Рашка, Дукља, Босна и Зета) која се вековима ослањала на Дубровник, бројни домаћи трговци настојали да дођу до „дубровачког грађанства“, како би лакше обављали своје послове и тиме имали већу могућност зараде.
Један од познатијих примера досељавања српских трговаца из залеђа у Дубровник потиче из средине 14. века, када су се у град под Срђем доселила браћа Богуновићи, Лаврентије и Сергије, чија је породица потицала из околине Пљеваља.
Поред економског фактора, који је био у интересу Дубровчана, постојали су и политички мотиви за стицање - „грађанства“. 

Све битне политичке факторе, у њима суседној Србији, а који су могли да потпомогну дубровачке интересе, Дубровчани су примали за своје грађане (владари, велможе и властела).